# ميمي الصغيرة
ميمي الصغيرة هو مسلسل أنمي ياباني من إنتاج إستديو توي أنيميشن عرض لأول مره في 3 مارس 1984 واستمر حتى 3 مارس 1985 تمت دبلجة المسلسل للعربية بواسطة مؤسسة الإنتاج البرامجي المشترك وعرض على عدة قنوات عربية.

## القصة
ميمي الصغيرة هي واحدة من بين 245 شخصاً جاءوا من الفضاء إلى الأرض عندما حدث لسفينتهم هبوط اضطراري نتيجة لفشل في السفينة, وشعبها من بني جنسها كلهم أجسامهم صغيرة جداً, بحيث يمكن للواحد منهم أن يقف على كف الإنسان, في أحد الأيام تسمع ميمي موسيقى جميلة فتتبع مصدرها حتى تصل إلى منزل ضخم لم تره من قبل لتجد فتاة كبيرة تعزف على البيانو, فتقوم ميمي بزيارتها سرّاً مرة أخرى مع ثلاث من أصدقائها, لكن الفتاة البشرية بدت مريضة ومن المحتمل أن تموت في أي لحظة, فتشعر ميمي بالحزن عليها وتسقط دمعة منها على شفتي الفتاة البشرية, فتتحسن حالة الفتاة وتبدأ بينها وبين ميمي صداقة قوية. 

## روابط خارجية
- ميمي الصغيرة على موقع IMDb (الإنجليزية)
- ميمي الصغيرة على موقع قاعدة بيانات الأفلام العربية
- ميمي الصغيرة على موقع قاعدة بيانات الفيلم (الإنجليزية)
- ميمي الصغيرة على موقع ليتربوكسد (الإنجليزية)
- ميمي الصغيرة على موقع كينوبويسك (الروسية)
- ميمي الصغيرة على موقع ألو سيني (الفرنسية)
- ميمي الصغيرة على موقع قاعدة بيانات الفيلم (الإنجليزية)
- ميمي الصغيرة على موقع ANN anime (الإنجليزية)